# 一関温泉郷
一関温泉郷（いちのせきおんせんきょう）は、岩手県一関市の西部に位置する温泉群の総称（温泉郷）。国道342号沿いに6つの温泉が点在する

## 郷内の温泉

### 須川高原温泉
栗駒山中腹で湧出している温泉。一軒宿の「須川高原温泉」が存在する。
泉質：含硫黄 - 鉄 - アルミニウム硫酸塩・塩化物泉（硫化水素型）

### 真湯温泉
国道352号線沿いの山中に、日帰り温泉施設「真湯温泉センター」が存在する。
泉質：ナトリウム・カルシウム-硫酸塩泉

### 厳美渓温泉（げんびけいおんせん）
一関の景勝地、厳美渓付近に温泉地が広がる。「いつくし園」と「渓泉閣」の2軒の宿泊施設が存在するが、「渓泉閣」は休業中。
泉質：炭酸水素塩泉

### 祭畤温泉（まつるべおんせん）
真湯温泉の程近くにある温泉地。旅館「かみくら」が1軒存在。
泉質：ナトリウム・カルシウム-硫酸塩泉

### 山王山温泉（さんおうざんおんせん）
厳美渓をさらに進んだ先にある温泉地。一軒宿の「瑞泉郷」が立地している。以前は矢びつ温泉と名乗っていた。
泉質：ナトリウム・カルシウム-塩化物・硫酸塩泉

### 宝竜温泉（ほうりゅうおんせん）
厳美渓温泉の手前にある温泉地。一軒宿の「かんぽの宿一関」が存在。
泉質：ナトリウム-塩化物泉